# Liste der denkmalgeschützten Objekte in Damüls
Die Liste der denkmalgeschützten Objekte in Damüls enthält die denkmalgeschützten, unbeweglichen Objekte der Gemeinde Damüls im Bregenzerwald.

## Denkmäler
| Foto |                 | Denkmal                                                          | Standort                            | Beschreibung | Metadaten |
| ---- | --------------- | ---------------------------------------------------------------- | ----------------------------------- | --- | --- |
| ja   | Datei hochladen | Kapelle Stofel HERIS-ID: 4513 Objekt-ID: 358                     | Alpe Oberdamüls Standort KG: Damüls | Die Kapelle „Stofel“ ist ein Bauwerk unbekannten Alters. Ihr flaches Satteldach ist mit Steinplatten gedeckt. Ein Fenstersturz ist mit der Jahreszahl 1689 bezeichnet, was jedoch nicht zwangsläufig als Erbauungsjahr zu deuten ist. Im Inneren befindet sich ein Altarbild vom Typ Maria mit Kind, das im unteren Teil auch die Heiligen Nikolaus, Martin und Antonius zeigt. | BDA-Hist.: Q15822749 Status: Bescheid Stand der BDA-Liste: 2025-06-30 Name: Kapelle Stofel GstNr.: .254 Kapelle Stofel (Damüls)                       |
| ja   | Datei hochladen | Pfarrhof HERIS-ID: 4516 Objekt-ID: 361                           | Damüls 133 Standort KG: Damüls      | Der Pfarrhof wurde im Jahr 1609 am Hang unterhalb der Kirche errichtet. Es ist ein zweigeschoßiger verschindelter Blockbau mit ausgebautem Giebelgeschoß. | BDA-Hist.: Q37973578 Status: § 2a Stand der BDA-Liste: 2025-06-30 Name: Pfarrhof GstNr.: .174 Pfarrhof Damüls                                         |
| ja   | Datei hochladen | Kath. Pfarrkirche hl. Nikolaus HERIS-ID: 4514 Objekt-ID: 359     | Damüls 134 Standort KG: Damüls      | Die Pfarrkirche steht in exponierter Lage über der Siedlung. Sie wurde im Jahr 1484 an Stelle eines Vorgängerbaus im Stil der Gotik errichtet. Zwischen 1693 und 1733 erfolgte eine teilweise Barockisierung. Der im Westen an das Langhaus angebaute gotische Turm erhielt eine barocke Glockenstube und einen Zwiebelturm. An der Nordwand des Langhauses sowie am Chorbogen sind Fresken aus der Zeit um 1490 bis 1500 erhalten. Sie zeigen die Passion Christi und das Jüngste Gericht. Der Aufbau des Hochaltars entstand 1733; mehrere Figuren am Altar sind aber um etwa 100 Jahre älter. | BDA-Hist.: Q33103950 Status: § 2a Stand der BDA-Liste: 2025-06-30 Name: Kath. Pfarrkirche hl. Nikolaus GstNr.: .177 Pfarrkirche Hl. Nikolaus (Damüls) |
| ja   | Datei hochladen | Gemeindeamt, ehemalige alte Schule HERIS-ID: 4512 Objekt-ID: 357 | Damüls 136 Standort KG: Damüls      | Das von dem Architekten Wilhelm Braun aus Bregenz entworfene Schulgebäude, eingeweiht am 24. Oktober 1921, ist ein zweigeschoßiger Kopfstrickbau im Walserstil auf hohem Mauersockel, traufseitig über einen Laubengang und eine Freitreppe zugänglich, mit Pfettendach und ausgesägten Stirnbrettern. In den 1960er Jahren zog die Schule in einen Neubau um. Das alte Schulhaus fand als Gemeindeamt Verwendung. | BDA-Hist.: Q15111442 Status: Bescheid Stand der BDA-Liste: 2025-06-30 Name: Gemeindeamt, ehemalige alte Schule GstNr.: .264                           |